# Colaxes horton
Colaxes horton är en spindelart som beskrevs av Benjamin 2004. Colaxes horton ingår i släktet Colaxes och familjen hoppspindlar. Inga underarter finns listade i Catalogue of Life.